# 동해항국제여객터미널
동해항국제여객터미널(東海港國際旅客 - , 영어: Donghae International Passenger Terminal)은 강원도 동해시에 있는 여객선 터미널이다. 2009년에 동해시와 일본 사카이미나토시와 러시아 블라디보스토크를 연결하는 여객선과 함께 개항하였다.

## 위치
동해항 국제여객터미널은 강원도 동해시 송정동에 위치하고있다.

## 역사
- 1998년 (주) 현대상선이 금강산 관광을 위해 건립하였다.
- 2002년 금강산 관광이 중단되면서 터미널을 해양수산부에 기증하였다.
- 2009년 6월 일본과 러시아를 연결하는 DBS 크루즈의 이스턴 드림호가 취항하면서 터미널을 사용하고있다.

## 구상
- 2008년 10월 24일 동해항국제여객터미널에서 일본 사카이미나토 항 러시아 블라디보스토크항 취항이 임박하였다[1]
- 2009년 6월 29일 DBS 크루즈의 이스턴 드림호가 정식취항 예정이다.[2]
- 2015년 12월 24일 동해 ~ 일본 마이즈루시가 정식운항을 앞두고 시범운항하였다.[3]
- 2015년 12월 26일 동해항 국제여객터미널이 새단장했다.[4]

## 운항노선
| 여객선        | 목적지                                                       | 선사          |
| ------------- | ------------------------------------------------------------ | ------------- |
| 이스턴 드림호 | 사카이미나토, 블라디보스토크, 마이즈루 모두 주 1회 격일 운항 | DBS크루즈훼리 |